# Metapenaeopsis erythraea
Metapenaeopsis erythraea är en kräftdjursart som beskrevs av Crosnier 1987. Metapenaeopsis erythraea ingår i släktet Metapenaeopsis och familjen Penaeidae. Inga underarter finns listade i Catalogue of Life.